# Gang of Four
Gang of Four és un grup anglès de música post-punk. Està format per Jon King (cantant), Andy Gill (guitarrista), Dave Allen (baix) i Hugo Burnham (bateria). Van ser molt actius entre 1977 i 1984, i han reaparegut dues vegades en els anys 1990 amb King i Gill. El 2004 es van tornar a ajuntar tots els membres originals del grup, i el 2008 planegen enregistrar nou material, però el mateix Allen va anunciar que ell i Burnham abandonaven el grup, sent reemplaçats per Thomas McNeice i Mark Heaney respectivament.
La seua música té influències del punk rock, funk i reggae dub, amb èmfasi en els problemes socials i polítics de la societat. Gang of Four és àmpliament considerada com una de les principals bandes de finals dels anys 1970 en inici dels 80 i del moviment post-punk. En els seus àlbums posteriors (Songs of the Free i Hard) van suavitzar algunes de les seues qualitats més discordants, i van derivar cap a la música Dance-Punk i Disc.
El seu àlbum debut, Entertainment!, va arribar el lloc 490è en la llista dels 500 millors àlbums de tots els temps de la revista Rolling Stone' i està llistat per Pitchfork Media  com el 8ºmillor àlbum de la dècada de 1970. David Fricke de Rolling Stone va descriure Gang of Four com "probablement la millor banda de motivació política en el rock & roll".